# Pulo Ara
Pulo Ara is een bestuurslaag in het regentschap Bireuen van de provincie Atjeh, Indonesië. Pulo Ara telt 468 inwoners (volkstelling 2010).